# Bahnhof ’s-Hertogenbosch
Der Bahnhof ’s-Hertogenbosch ist der größte Bahnhof der niederländischen Stadt ’s-Hertogenbosch sowie mit 56.752 Reisenden am Tag nach dem Bahnhof Eindhoven Centraal der am stärksten frequentierte Bahnhof der Provinz Noord-Brabant. Er ist zentraler Knotenpunkt im städtischen ÖPNV. Am Bahnhof verkehren nationale Regional- und Fernverkehrszüge.

## Geschichte
Der erste Bahnhof wurde am 1. November 1868 mit der Bahnstrecke Utrecht–Boxtel eröffnet. Im Jahre 1896 wurde das neue Hauptgebäude des Bahnhofs eingeweiht, welches vom Architekten Eduard Cuypers im Stil der Renaissance erbaut wurde. Der Bahnhof brannte im Jahr 1944 ab, weshalb der Bahnhof im Jahre 1951 unter dem Architekten Sybold van Ravesteyn zum dritten Mal neuerbaut wurde. Der heutige Bahnhof von ’s-Hertogenbosch wurde 1998 eröffnet. Diesmal wurde er nicht komplett neuerbaut, sondern nur rundum erneuert.

## Streckenverbindungen
Im Jahresfahrplan 2022 bedienen folgende Linien den Bahnhof ’s-Hertogenbosch:
| Zugtyp    | Linienverlauf | Frequenz |
| --------- | --- | --- |
| Intercity | Maastricht – Sittard – Roermond – Eindhoven Centraal – ’s-Hertogenbosch – Utrecht Centraal – Amsterdam Centraal – Alkmaar (– Schagen – Den Helder)                                                         | halbstündlich (fährt nicht abends; fährt nur in der HVZ über Schagen nach Den Helder)                            |
| Intercity | Enkhuizen – Hoorn – Amsterdam Centraal – Utrecht Centraal – ’s-Hertogenbosch – Eindhoven Centraal – Roermond – Maastricht                                                                                  | halbstündlich (fährt nur abends und sonntagmorgens)                                                              |
| Intercity | Schiphol Airport – Utrecht Centraal – ’s-Hertogenbosch – Eindhoven Centraal – Helmond – Venlo | halbstündlich |
| Intercity | Roosendaal – Breda – Tilburg – ’s-Hertogenbosch – Nijmegen – Arnhem Centraal – Zutphen – Deventer – Zwolle                                                                                                 | halbstündlich |
| Intercity | Dordrecht – Rotterdam Centraal – Schiedam Centrum – Delft – Den Haag HS – Leiden Centraal – Schiphol Airport – Amsterdam Zuid – Utrecht Centraal – ’s-Hertogenbosch – Eindhoven Centraal – Helmond – Venlo | halbstündlich (fährt nur abends und sonntags)                                                                    |
| Intercity | Enkhuizen – Hoorn – Amsterdam Centraal – Utrecht Centraal – ’s-Hertogenbosch – Eindhoven Centraal (– Heerlen)                                                                                              | halbstündlich (fährt frühmorgens und abends stündlich zwischen Sittard und Heerlen)                              |
| Intercity | Eindhoven Centraal – ’s-Hertogenbosch – Utrecht Centraal | stündlich (Nachtnet)                                                                                             |
| Sprinter  | (Oss –) ’s-Hertogenbosch– Boxtel – Eindhoven Centraal – Helmond – Deurne | halbstündlich (fährt nur in der HVZ zwischen Oss und ’s-Hertogenbosch)                                           |
| Sprinter  | Utrecht Centraal – Geldermalsen – ’s-Hertogenbosch | halbstündlich |
| Sprinter  | Dordrecht – Breda – Tilburg – ’s-Hertogenbosch – Nijmegen (– Arnhem Centraal) | halbstündlich (fährt abends nicht nach Arnhem; sonntags stündlich zwischen ’s-Hertogenbosch und Arnhem Centraal) |